# Daniel Giger
Daniel Giger (* 13. Oktober 1949 in Bern) ist ein ehemaliger Schweizer Degenfechter.

## Karriere
Daniel Giger wurde 1983 in Wien im Einzel sowie 1977 in Buenos Aires, 1981 in Clermont-Ferrand und 1982 in Rom mit der Mannschaft Vizeweltmeister. 1970 in Ankara und 1979 in Melbourne gewann er mit ihr zudem Bronze. Dreimal nahm er an Olympischen Spielen teil. 1972 erreichte er in München mit der Schweizer Equipe den Final, in dem sich Ungarn mit 8:4 durchsetzte. Gemeinsam mit Guy Evéquoz, François Suchanecki, Peter Lötscher und Christian Kauter erhielt er so die Silbermedaille. Im Einzel schied er in der Halbfinalrunde aus. Bei den Olympischen Spielen 1976 in Montreal, bei denen er bei der Abschlussfeier Fahnenträger der Schweizer Mannschaft war, gewann er mit Bronze im Mannschaftswettbewerb eine weitere Medaille. Zur Mannschaft gehörten neben Giger Jean-Blaise Evéquoz, François Suchanecki, Christian Kauter und Michel Poffet. In der Einzelkonkurrenz belegte er den 25. Platz. 1984 wurde er in Los Angeles mit der Mannschaft Neunter sowie im Einzel Zwölfter.